# トアルフ・スコーレム

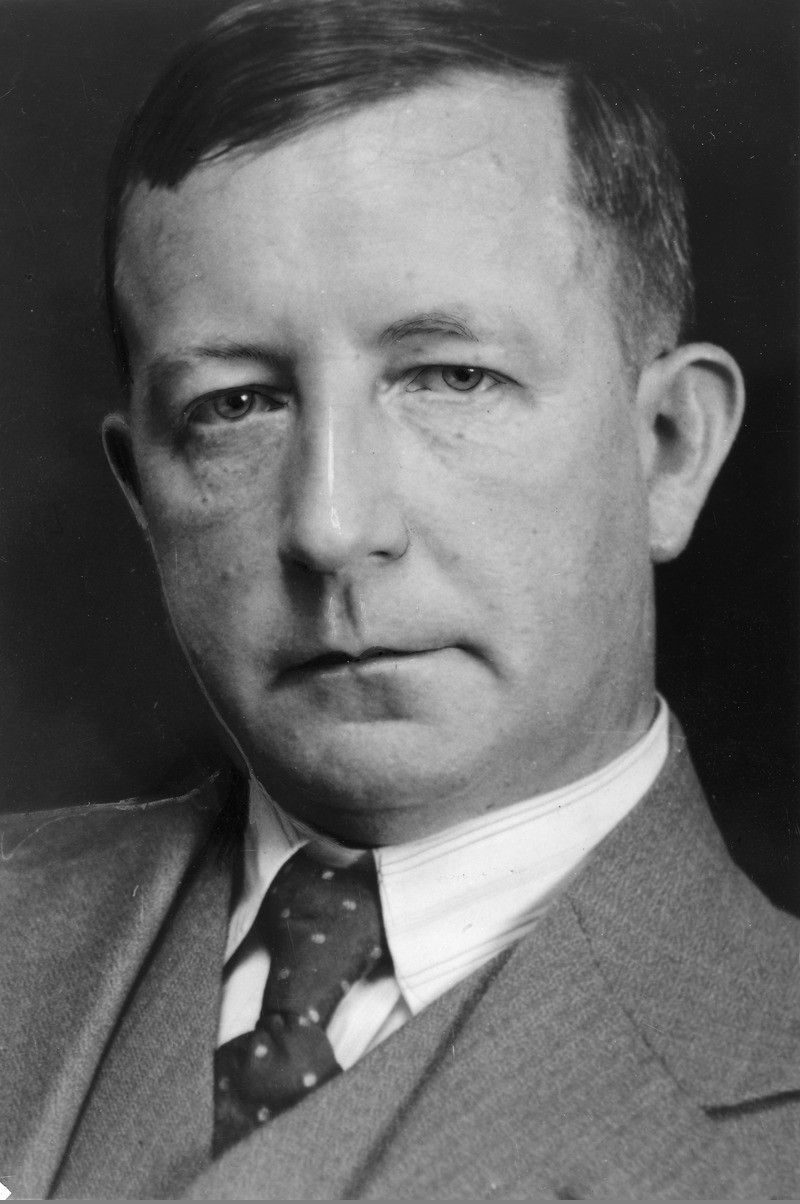

トアルフ・スコーレム（Albert Thoralf Skolem [ˈtùːrɑɫf ˈskùːlɛm]、1887年5月23日 - 1963年3月23日）は、ノルウェーの数学者。オスロ大学で代数学や自然数論を講義した。
数理論理学、数学基礎論で重要な発見をしている。また、不定方程式論においても、いくつかの定理を発見している。主な業績として、数理論理学では
- スコーレム標準形
- レーヴェンハイム–スコーレムの定理（ペアノ算術の非可算モデルの存在証明?）

が挙げられる。また、数学においては
- P進数法

などの業績を挙げた。